# Christophe Lambert (Schriftsteller)

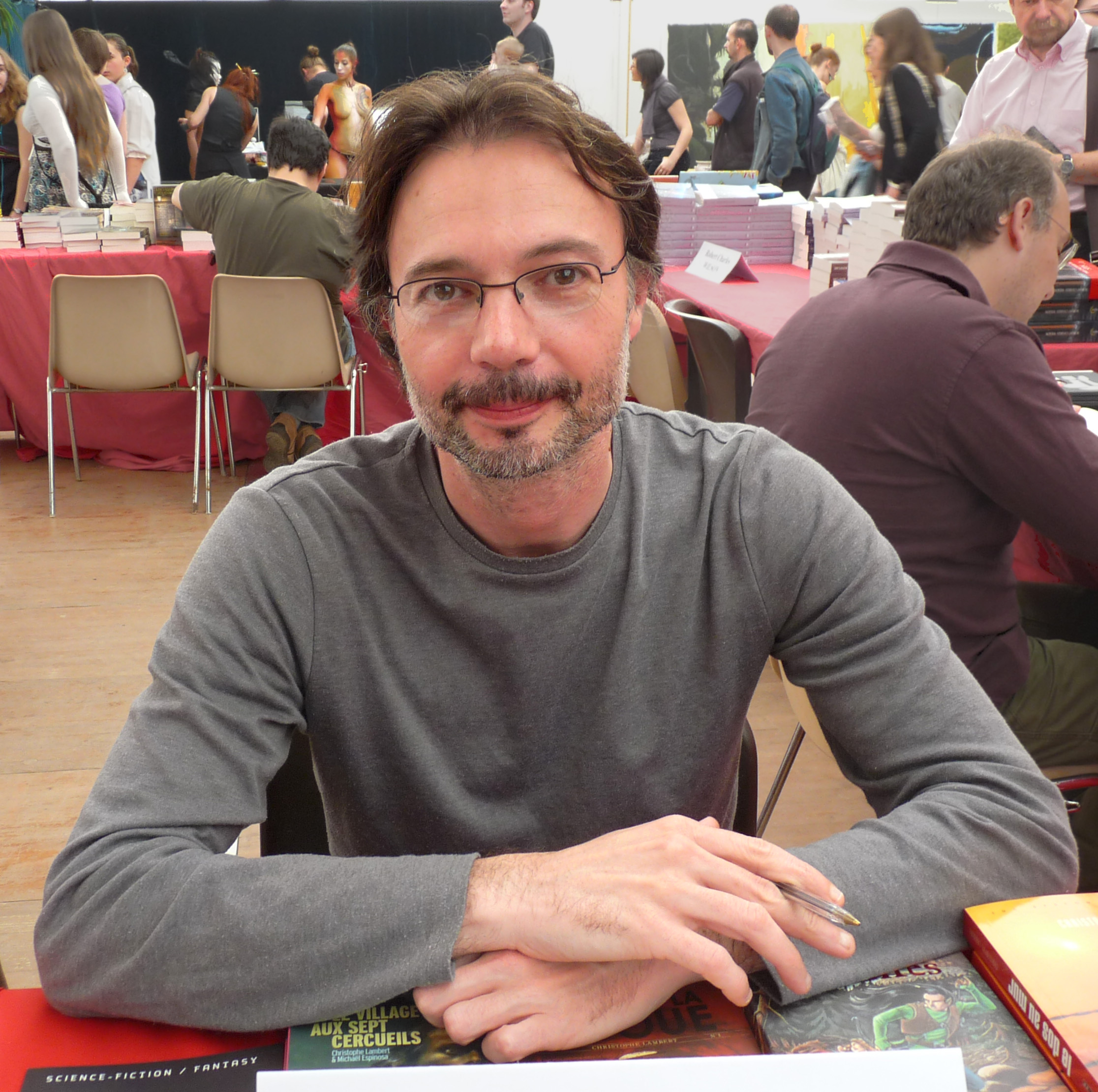
Christophe Lambert (2010)

Christophe Lambert (geboren 1969 in Châtenay-Malabry, Département Hauts-de-Seine) ist ein französischer Schriftsteller.
Er ist bekannt als produktiver Autor in den Genres Krimi, Science-Fiction und Fantasy. Ein Großteil seiner Bücher richtet sich an Jugendliche. Für seinen Roman Aucun homme n’est une île wurde er mit dem Grand Prix de l’Imaginaire und dem Prix ActuSF de l’uchronie ausgezeichnet.

## Leben
Als sein Vater ihn im Alter von 10 Jahren in den Film Star Wars mitnahm, war das ein für Lamberts weiteres Leben bestimmender Wendepunkt. Er studierte Filmwissenschaft, drehte zahlreiche Kurzfilme, arbeitete für den Fernsehsender M6 und als Videoregisseur an Mittelschulen. Seine wahre Leidenschaft aber war das Schreiben.
Sein erster, 1996 erschienener Roman Sitcom en péril war ein humoristischer Kriminalroman für Jugendliche, der in dem Lambert gut vertrauten Milieu der Fernsehsender handelte. Sein erster Science-Fiction-Roman La Nuit des mutants (1997) wurde mit dem Prix Ozone ausgezeichnet und spielte auf einem Gefängnissatelliten. 1998 dann folgte der Fantasy-Roman Pages blanches et magie noire. Seither sind zahlreiche weitere Romane erschienen, darunter die Serien Les Chroniques d'Arkhadie – eine sich an Star Wars anlehnende Space-Opera-Trilogie –, Wakfu und Dofus : Aux trésors de Kérubim. Die Jugendbücher erschienen großenteils bei den Verlagen Bayard und Hachette.

## Auszeichnungen
- 1998: Prix Ozone für den Jugendroman La Nuit des mutants
- 2009: Prix Bob Morane für den Roman Le Commando des Immortels
- 2014: Prix ActuSF de l’uchronie für den Roman Aucun homme n’est une île
- 2015: Grand Prix de l’Imaginaire für den Roman Aucun homme n’est une île

## Bibliografie
Die Serien sind nach dem Erscheinungsjahr des ersten Teils geordnet.
Les Chroniques d’Arkhadie (Jugendromanserie)
- Les Sentinelles de l’Ekluse (2001)
- Le Bagne de Méphisto (2002)
- Les Vaisseaux de la liberté (2003)

Wakfu (Jugendromanserie)
- L'Attaque surprise (2013)
- Le Repaire des Roublards (2013)
- L’affaire est dans le sac (2013)
- L’Eau et la Glace (2013)
- Danger dans la jungle (2013)
- Réunion de famille (2014)
- Les Naufrageurs (2014)
- Lîle de Gingerbrède (2015)
- Le Spectre aux doigts d’or (2015)

Dofus : Aux trésors de Kérubim (Jugendromanserie)
- Le Ciel sur la tête (2014)
- Une étoile pour le shérif (2014)
- Panique à Astrub ! (2014)
- Le Décapiteur de soiffard (2014)
- Tous en piste ! (2015)

Jugendromane
- La Nuit des mutants (1997)
- Sitcom en péril (1997)
- Meurtres à 30000 km/s (1998)
- Pages blanches et Magie noire (1998)
- Les Dents de la forêt (1999)
- L'Horrible Invasion (1999)
- Nuits de couple… (1999)
- Titanic 2012 (1999)
- Contes et Récits de la conquête de l'ouest (2000)
- L'Œil de cristal (2000)
- Les Pétrifiés d'Altaïr (2000)
- La Malédiction d'Halloween (2000)
- Contes et légendes des lieux mystérieux (2001)
- Le Souffle de Mars (2001)
- Les Voleurs de temps (2001)
- Clone Connexion (2002)
- Souviens-toi d’Alamo ! (2002)
- Haumont 14-16 : L'Or et la Boue (2002)
- Petit Frère (2003)
- Le Dernier des elfes (2003)
- Meurtres en série (2003)
- Le Fils du gladiateur (2004)
- L’Île de la terreur (2004)
- La Loi du plus beau (2004)
- Console à haut risque (2004)
- Les Aventuriers du Nil (2005)
- Rio Diablo (2005)
- Sur les ailes du ryu (2006)
- Le Village aux sept cercueils (2007)
- Infaillible ? (2007)
- Entre, petit frère (2010)
- La Fille de mes rêves (2011, mit Sam VanSteen)
- Swing à Berlin (2012)
- Virus 57 (2014, mit Sam VanSteen)
- Lever de rideau sur Terezin (2015)
- Dofus – Livre 1 : Julith (2016)
- Soul Breakers (2017)

Romane für Erwachsene
- Les étoiles meurent aussi (2000)
- La Brèche (2005)
- Zoulou Kingdom (2006)
- Le Dos au mur (2008)
- Le Commando des Immortels (2008)
- Vegas Mytho (2010)
- Aucun homme n’est une île (2014)